# 函館 蔦屋書店
函館 蔦屋書店（はこだて つたやしょてん）は、北海道函館市石川町85-1にある蔦屋書店系列の複合商業施設。書店を中核に雑貨・カフェ・コスメの店舗が集合している。2013年開業。

## 主なテナント
- @cosme store
- スターバックスコーヒー
- カルディコーヒーファーム
- THE NORTH FACE
- ファミリーマート
- ボーネルンド
- bi・ta・su
- verde CHIOSCO
- OnDo
- HAIRMAKE GIZE
- アパレル雑貨 FIRst-LIFE

## peeps hakodate
函館蔦屋書店株式会社発行の月刊タウン情報誌。2013年12月創刊。無料。
タウン情報のみならず、その裏にいる人たちにスポットを当てることを主眼とし、「大人の上質な読み物」を目指している。
日本タウン誌・フリーペーパー大賞2014にて大賞を受賞。(※2023年1月号～発行元変更）